# Cangues d'Onís
Cangues d'Onís (Cangas de Onís en castellà i oficialment Cangues d'Onís/Cangas de Onís) és un conceyu, una parròquia, una localitat i un partit judicial de la Comunitat Autònoma del Principat d'Astúries. Limita al nord amb Parres i Ribadesella, a l'est amb Onís i Llanes, a l'oest amb Amieva i Parres i al sud amb la província de Lleó. El lema de l'escut és Minima Urbium Maxima Sedium. El concejo de Cangues d'Onís està dividit en 11 parròquies: Abamia, Cangues d'Onís, Mestas de Con, Covadonga, Samartín de Grazanes, La Riera, Llabra, Margolles, Triongu, Villanueva i Zardón.
Va ser capital del Regne d'Astúries fins a l'any 774. Aquí es va establir el rei Pelai I, i des d'aquí va emprendre amb les seves gents accions sobre els territoris del nord d'Espanya, com únic focus de resistència al poder musulmà, una vegada desaparegut el domini visigot. En aquest terme municipal es va donar la batalla de Covadonga, on Pelai va vèncer a la forces musulmanes i va consolidar un poder i prestigi que li va permetre romandre independent i fundar el primer regne cristià posterior a la derrota dels gots a Guadalete.
Més de 7.000 hectàrees del concejo formen part del Parc nacional dels Pics d'Europa. Dintre del parc hi ha el conjunt monumental del Santuari de Covadonga, on es va iniciar la Reconquesta en l'any 722. A 12 quilòmetres de Covadonga hi ha els llacs de Covadonga (són tres: Enol, Ercina i Bricial), de gran rellevància en l'àmbit ciclista. En la capital de Cangues d'Onís hi ha el conegut com "Pont Romà", encara que en realitat va ser construït a l'edat mitjana. La població de Cangues d'Onís està assentada en l'entroncament dels rius Sella i Güeña, sent aquest últim tributari de l'anterior. En la vall entre ambdós rius hi ha la capella de la Santa Cruz. Que va ser un temple d'època romana, reconstruït durant el regnat de Fàfila.

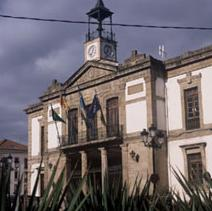
Ajuntament de Cangues d'Onís

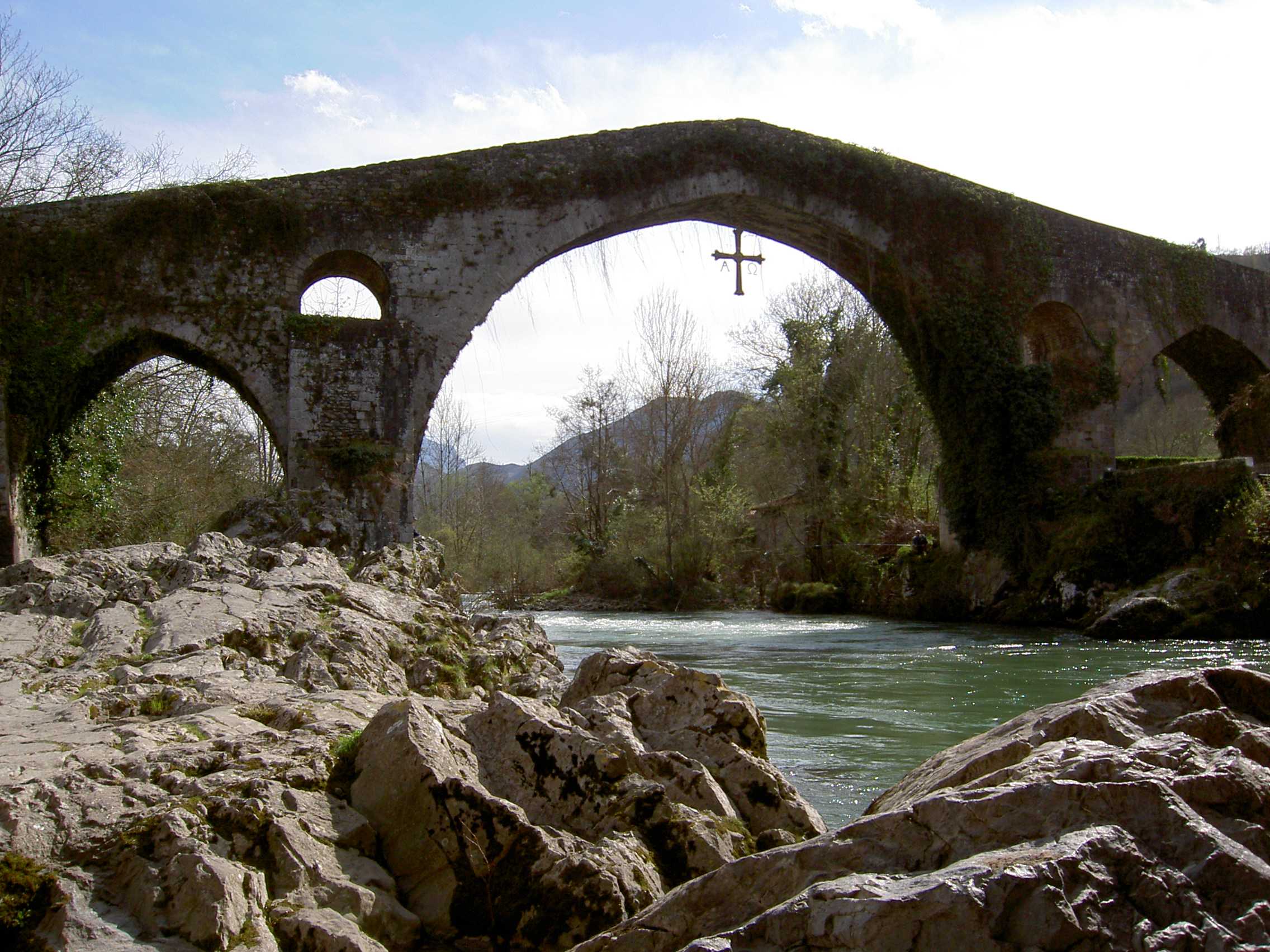
Pont romà de Cangas

## Història

### Prehistòria i romanització
Des del Paleolític Superior hi ha restes de vida humana, així estan les coves de Boxu i les de los Azules. En la primera hi ha resta lítics i ossis i pintures rupestres de diversos tipus d'animals barrejats amb motius geomètrics. En la cova dels Azules s'ha trobat un cadàver amb ofrenes. Del Neolític, hi ha restes en les coves de Salmula, Trespando i el Cuelebre. De la mateixa manera també hi ha dòlmens com el de Santa Cruz, que és el millor conservat. Consta de cinc grans pedres que formen la càmera dolmènica. Un element molt important d'aquest dolmen és la decoració pictòrica i de gravats que té la seva part interior.
L'època de la romanització, va deure ser bastant intensa, ja que el Sella era el límit entre els pobles Càntabres i Asturs. Aquests pobles units van lluitar a les guerres càntabres contra la invasió romana. Per a assegurar-se la seva romanització van haver de construir una calçada que unia aquesta zona amb Cantàbria. Hi ha gran quantitat de restes, tant de sepultures com d'esteles funeràries. L'estudi de fonts asturianes i àrabs, estableixen amb claredat que la batalla de Covadonga i Pelai representen l'inici de la rebel·lió dels pobles càntabre i astur, i que la victòria de Covadonga en el 722 dona origen al Regne d'Astúries amb capital a Cangues d'Onís. Entre els seus successors està Alfons I d'Astúries, que va augmentar les fronteres del regne i repobla amb cristians de l'altiplà zones d'Astúries.
En el segle xii, ja es comencen a tenir proves d'una demarcació canguesa, però els seus límits són diferents als coneguts, fins i tot en el segle xiii, segueix aquest territori sense tenir un apel·latiu.

### edat mitjana i Moderna
És en el segle xiv, en un inventari de drets del bisbat d'Oviedo en el qual apareix la zona amb la denominació de Cangues d'Onís. Altre exemple està en el testament d'Enric II de Castella que àmplia els senyorius del seu fill bastard, incloent el concejo de Cangues d'Onís que tornaria en anys més tard novament a la corona. En el segle xvi, ja apareix Cangues d'Onís, com a entitat concejil i figura en la Junta General del Principat d'Astúries celebrada en 1504 en el convent ovetenc de San Francisco. Aquests càrrecs recauen en aquestes dates en membres de famílies il·lustres de la comarca.
Referent a Covadonga va ser Felip III, qui comença a transformar el Reial Lloc, gràcies als esforços dels diferents abats, realitzant obres d'importància en la cova, però a conseqüència d'un incendi es van perdre totes les imatges, joies, etc. Aquest incendi portarà alguna cosa molt favorable i és que Carles III es preocupa pel reial Lloc i realitzarà una sèrie d'obres i projectes, com van anar la construcció d'un nou temple i millores en les comunicacions portant tot això un comerç molt més viu que donarà una embranzida a la vida del concejo.

### Seglexixendavant
El segle xix, portarà la Guerra de la Independència Espanyola, es crea el regiment de Cangues d'Onís i la vila passarà a ser capital d'un dels governs militars. Van ser ocupats diverses vegades per tropes franceses donant com a resultat multitud de persones mortes per ambdós bàndols. La desamortització de Mendizábal també va portar canvis, ja que van ser venuts els béns del monestir de San Pedro de Villanueva, menys l'edifici del monestir i l'església, i els béns de Covadonga, menys els béns més propers. Les guerres carlines, també van tenir la seva repercussió, ja que la vila i els seus pobles van ser ocupats.
A mitjan segle xix Cangues d'Onís té un gran creixement a causa de diferents millores, com ara les carreteres del Pontón i la de Ribadesella. L'explotació minera de Buferrera per una companyia anglesa que emprés gran quantitat de mà d'obra, tant local com dels concejos de tota Astúries. En el segle xx, es crearà el Parc Nacional de Covadonga i se li concedeix a la capital del concejo el títol de ciutat. Aquest segle també portarà el tancament de les mines de Buferrera, que tanta mà d'obra havia portat en el segle passat. Però la guerra civil espanyola fou un cop dur que va portar una gran destrucció a tot el concejo, fou bombardejada la capital diverses vegades, col·locant el bàndol republicà càrregues sobre els ponts del riu Sella per a destruir-los. Fins i tot durant la postguerra va haver problemes, ja que van actuar en el concejo partides guerrilleres, portant en conseqüència unes represàlies per part del bàndol nacional. Tot això va conduir a Cangues d'Onís a una dura i difícil postguerra.
Un altre esdeveniment històric a destacar és que en l'any 1978, Cangues d'Onís, va tornar a ser la capital del Principat d'Astúries, ja que en el saló de sessions de l'ajuntament, s'acollia la constitució del Consell Regional d'Astúries, futura Junta General del Principat d'Astúries i ens encarregat de l'elaboració del Projecte d'Estatut d'Autonomia.

## Geografia
Té una població actual de 6.616 persones, i els principals nuclis per ordre de població són: Cangues d'Onís que és la capital, Mestas, Sotu Cangues, Corao, Llanu, Llabra i Triongu.

### Comunicacions
Les seves principals vies de comunicació són la N-634 que uneix Oviedo a Santander i altres carreteres comarcals com l'AS-114 amb direcció entre Cangues d'Onís i Panes i l'AS-262 amb direcció a Covadonga i al seu Parc Nacional. És a una distància de la capital del Principat de 72 quilòmetres.

### Relleu i orografia
La cota màxima d'altitud és a la Torre de Santa María o Peña Santa de Enol amb 2.478 metres d'altitud. En aquest concejo es distingeixen diverses zones en el seu conjunt orogràfic: El vessant meridional amb les serres litorals de Santianes, Escapa i Forests de Cuana, amb una altura màxima en el Mofreche de 897 metres. En la zona de la depressió, és on hi ha les més riques planes al·luvials dels rius. El Pre-Cornión o muntanyes del sud que formen el massís occidental dels Pics d'Europa i amb precioses serres i praderies de gran bellesa. El massís de Cornión, constituïx el més extens i occidental dels Pics d'Europa, on està el Parc Nacional de Covadonga. Les valls del Dobra i Sella que es formen pel sud i l'est dels limiti del concejo.

### Vegetació
Les seves condicions d'altura i orientació li fan tenir diferents tipus de vegetació segons va descendint la seva altitud, passant dels líquens i plantes alpines en altures de 2.500 metres, a matolls i brucs als 800 i 1.500 metres, roures, faigs i freixes en altures que ronden els 400, i ja per sota d'aquestes altures estan les planes al·luvials dels rius Sella i Güeña. Els boscos pasturatges i matollars completen la seva vegetació.

## Parròquies
El concejo de Cabranes està format per 11 parròquies rurals: 
- Abamia
- Cangues d'Onís
- Covadonga
- Llabra
- Margolles
- Mestas de Con
- La Riera
- Samartín de Grazanes
- Triongu
- Villanueva
- Zardón

## Evolució demogràfica
L'evolució demogràfica té diferents aspectes, mentre la capital està creixent en els últims anys, tota la població rural disminuïx. La màxima cota de població va tenir a mitjan segle xx, amb 11.307 habitants, tenint un declivi que arriba fins als nostres dies i que fa que la població, actualment sigui de 6.322 habitants. Tot aquest descens és a causa d'una emigració originada per culpa de no poder mantenir la població, i que ha fet que la piràmide demogràfica estigui marcada per una diferència molt gran, entre naixements i defuncions, així per exemple només el 20% de la població està entre els 20 i els 40 anys, ja que moltes persones han emigrat de forma massiva sortint pel port de Ribadesella.

## Economia
L'activitat econòmica se centra en l'agricultura i la ramaderia, començant a destacar el turisme rural a causa de la bellesa dels seus paisatges. Les visites al Santuari de Covadonga i els llacs, són de llarg un dels emplaçaments turístics més visitats dintre de tot el Principat d'Astúries, sent per aquest motiu, un dels concejos que major nombre de visitants rep en tot l'orient de la regió.

## Política
En el concejo de Cangues d'Onís, des de 1979, el partit que més temps ha governat ha estat el PSOE. L'actual alcalde és el socialista Alfredo García Álvarez, qui governa des de 1999 amb majoria absoluta.
|      | PSOE | PP | IU-BA | Altres | Total |
| ---- | ---- | -- | ----- | ------ | ----- |
| 2003 | 8    | 5  | 0     | 0      | 13    |
| 2007 | 7    | 6  | 0     | 0      | 13    |

## Canguesos il·lustres
- Juan Vázquez de Mella, polític (1861-1928)
- Berta Piñán (1963–), escriptora